# Costa de Kemp
|  |

La costa Kemp o Tierra de Kemp (en inglés, Kemp Coast o Kemp Land) es el nombre que recibe la región oriental de la Tierra de Enderby en la Antártida. Se extiende desde la cabecera occidental  de la bahía de Eduardo VIII (66°23′S 56°25′E / -66.383, 56.417) hasta la bahía William Scoresby (67°24′S 59°34′E / -67.400, 59.567). Limita al oeste con el sector sin nombre específico de la Tierra de Enderby y al este con la costa Mawson de la Tierra de Mac. Robertson.
Es área es reclamada por Australia como parte del Territorio Antártico Australiano. Australia llama Enderby Land a un sector más reducido de la Tierra de Enderby delimitado por los meridianos 45° Este y 55° Este, y denomina Kemp Land al sector entre este último meridiano y los 60° Este, abarcando así con esta última denominación el sector al este de la bahía William Scoresby en la costa Mawson de la Tierra de Mac. Robertson hasta el meridiano 60° Este. La reclamación australiana está restringida por los términos del Tratado Antártico.
El mar que baña la costa Kemp suele ser denominado mar de la Cooperación.
Fue descubierta en 1833 por el capitán británico Peter Kemp, en un barco para la caza de focas. 